# Leuco
Компания Leuco (фирменное написание: LEUCO) основана в 1954 году предпринимателем Вилли Ледерманном и инженером-механиком Йозефом Штёрцером.
Leuco предлагает инструменты с твердосплавными и алмазными напайками для обработки древесины и синтетических материалов. Инструментальная линейка охватывает дисковые пилы, дробилки, насадной и концевой инструмент, сверла, зажимные приспособления и поворотные пластины. Также предлагаются услуги по заточке инструмента, консультации в выборе инструмента, а также услуги по управлению инструментом (так называемый англ. Toolmanagement). Клиентами Leuco являются лесопильные, строительные, мебельные заводы, а также производства для внутренней отделки помещений.
В компании Leuco по всему миру работают 1072 сотрудника.

## Структура предприятия
Leuco имеет на сегодняшний день 20 дочерних предприятий и 93 партнера по сбыту в 64 странах на всех 5 континентах.
Предприятия Leuco по производству и продаже инструмента находятся в г. Хорб (Германия), г. Бейнхейм (Франция), г. Валвейк (Stehle B. V., Нидерланды), Вилла Рика (США), г. Капштадт (Южная Африка), Мелака (Малайзия), Тайцанг-Баньцяо (Китай), Москва (Россия), Санкт-Маргретен (Швейцария)
Дочерние предприятия по сбыту продукции расположены в Австралии, Бельгии, Великобритании, Японии, Польше, Сингапуре, Таиланде, Украине и Белоруссии.

## Сферы применения инструментов LEUCO
Инструменты Leuco находят применение в деревообрабатывающей и мебельной промышленности, от начальной стадии производства и заканчивая готовым продуктом.
Обработка плит: производство кухонных гарнитуров, ламината и офисной мебели
Обработка массивной древесины: лесопиление, погонажное производство, производство лестниц, паркета, сращивание на мини-шип, производство дверей, мебели из массивной древесины.
Пластики и композиты: композитные материалы, фасадные материалы, алюминий, акриловые и синтетические материалы

## Спонсорство
Компания LEUCO в 2014 и в 2015 годах выступала спонсором дней музыки, проходивших в г. Хорб-ам-Неккар.